# 曹慧泉
曹慧泉（1966年3月—），湖南益阳人，汉族，中华人民共和国政治人物、第十二届全国人民代表大会湖南地区代表。
毕业于北京科技大学金属物理专业。加入中国共产党。2013年，担任全国人大代表。2018年2月24日，当选为第十三届全国人大代表。
2021年4月，任中共株洲市委员会书记。